# Tobias Müller (Fußballspieler, 1994)
Tobias Müller (* 8. Juli 1994 in Tiefenbronn) ist ein deutscher Fußballspieler. Er steht seit Januar 2024 zum zweiten Mal in seiner Karriere beim 1. FC Magdeburg unter Vertrag.

## Karriere
Nachdem Müller 2010 von Germania Brötzingen in die Jugend-Abteilung des FC Nöttingen gewechselt war, durchlief er dort alle Jugendmannschaften und stieg zur Saison 2013/14 in die erste Mannschaft von Nöttingen auf, welche in der Oberliga Baden-Württemberg spielte. Am letzten Spieltag der Saison erzielte er bei einem 5:2-Sieg gegen den Kehler FV sein erstes Tor im Männerbereich. Durch den Rückzug des TSV Grunbach qualifizierte er sich mit dem FC Nöttingen als Dritter für die Aufstiegsspiele zur Regionalliga Südwest. Durch ein 0:0 im Hinspiel und einen 1:0-Sieg im Rückspiel sicherte sich der FC Nöttingen den Aufstieg in die Regionalliga.
Nachdem der FC Nöttingen nach der Saison 2014/15 wieder direkt aus der Regionalliga abgestiegen war, schloss sich Tobias Müller der zweiten Mannschaft des SC Freiburg an. Direkt nach seinem Wechsel führte er die Mannschaft bei seinen Debüt als Kapitän auf das Feld: Das Spiel gegen den 1. FC Saarbrücken endete torlos. Die Reserve des SC Freiburg beendete die Saison auf einem Abstiegsplatz und musste in die Oberliga Baden-Württemberg absteigen. Dort gelang als Staffelmeister der direkte Wiederaufstieg.
Nach dem Aufstieg verließ er Freiburg und schloss sich dem Drittligisten Hallescher FC an. In der 3. Liga gab er sein Profidebüt am 6. August 2017 beim 3:3-Unentschieden gegen den VfL Osnabrück. Von Trainer Rico Schmitt wurde er in der 87. Minute für Marvin Ajani eingewechselt. Im Jahr 2018 wechselte er zum Zweitligaaufsteiger 1. FC Magdeburg. Dort hatte er einen Stammplatz sicher und kam auf insgesamt 29 Einsätze ohne Torerfolg. Nach dem Abstieg aus der 2. Bundesliga blieb Müller beim FCM.
Nachdem er mit seinem Verein am Ende der Saison 2021/22 in die 2. Bundesliga aufgestiegen war, wechselte er im Sommer 2022 zum Ligakonkurrenten SC Paderborn 07.
Anfang Januar 2024 kehrte er zum 1. FC Magdeburg zurück.

## Erfolge
FC Nöttingen
- Aufstieg in die Regionalliga Südwest: 2013/14

SC Freiburg II
- Meister in der Oberliga Baden-Württemberg und Aufstieg in die Regionalliga Südwest: 2016/17

1. FC Magdeburg
- Meister der 3. Liga und Aufstieg in die 2. Bundesliga: 2022